# Dave Mason
David Thomas "Dave" Mason (10. května 1946, Worcester) je anglický hudebník, skladatel a kytarista, který se stal slavným s rockovou skupinou Traffic. Za svou dlouhou kariéru Mason hrál a nahrával s mnoha významnými hudebníky, jako byli Jimi Hendrix, Michael Jackson, The Rolling Stones, Eric Clapton, George Harrison, Fleetwood Mac a Cass Elliot. Masonův nejznámější hit je "Feelin' Alright", nahraný skupinou Traffic v roce 1968 a jehož coververze byla vydány mnoha hudebníky, včetně Joe Cockera, který s ním měl velký úspěch v roce 1969.

## Hudební kariéra
Mason opustil skupinu Traffic po nahrání jejich debutového alba, Mr. Fantasy (1967) a na čas se vrátil k nahrávání dalšího alba Traffic (1968), po jehož vydání se skupina rozpadla. Last Exit (1969), bylo kompilací „zbytků a odpadků“, které zbyly po nahrávání Masonova hitu "Just For You". Traffic se později znovu reformovali bez Masona, ačkoliv s nimi jezdil po turné v roce 1971, jak bylo zaznamenáno na Welcome to the Canteen.
Mason byl přítelem legendárního kytaristy Jimiho Hendrixe, jehož kariéra začala v Anglii v roce 1966. Hendrix slyšel poprvé píseň "All Along the Watchtower" od Boba Dylana na párty na kterou byl pozván Masonem a ihned se rozhodl nahrát svou vlastní cover verzi. Ještě tu noc ji nahrál v Olympic Studios v severozápadním Londýně, s Masonem na akustickou kytaru. Coververze vyšla na albu Electric Ladyland v září 1968. Když píseň vyšla v říjnu 1968 jako singl, dosáhla pozice #5 v žebříčku UK Singles Chart a byla v Top 40 v USA. Mason v roce 1974 nahrál svou vlastní verzi na albu Dave Mason.

## Diskografie

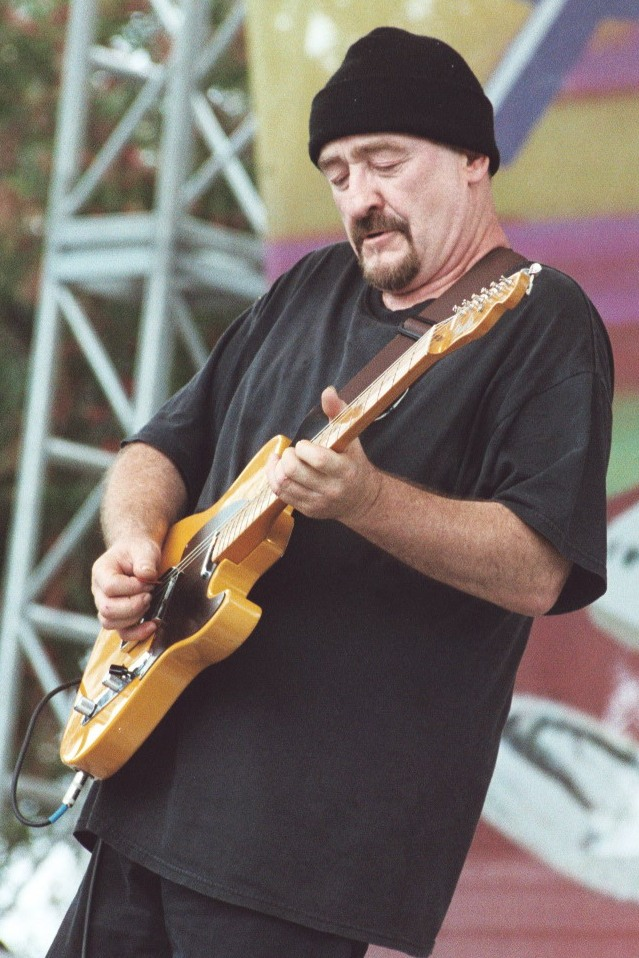
Mason v roce 2003

### Studiová alba
- 1970 Alone Together
- 1971 Dave Mason & Cass Elliot
- 1972 Headkeeper
- 1973 It's Like You Never Left
- 1974 Dave Mason
- 1975 Split Coconut
- 1977 Let It Flow
- 1978 Mariposa De Oro
- 1980 Old Crest On A New Wave
- 1987 Two Hearts
- 1987 Some Assembly Required
- 2008 26 Letters - 12 Notes

### Koncertní alba
- 1973 Dave Mason is Alive!
- 1976 Certified Live
- 1999 Live: 40,000 Headmen Tour (w/ Jim Capaldi)
- 2002 Live At Perkins Palace (originally recorded 1981)
- 2002 Dave Mason: Live at Sunrise
- 2007 XM Live (originally released in 2005 on Dave Mason's website, released to general public 2007)

### Kompilace
- 1972 Scrapbook
- 1974 The Best Of Dave Mason
- 1978 The Very Best of Dave Mason
- 1981 The Best of Dave Mason
- 1995 Long Lost Friend: The Very Best of Dave Mason
- 1999 Ultimate Collection
- 2006 The Definitive Collection

### Singly
- 1968 "Little Woman"
- 1970 "Only You Know and I Know" US #42
- 1970 "Satin Red and Black Velvet Woman" US #97
- 1972 "To Be Free" US #121
- 1977 "So High (Rock Me Baby and Roll Me Away)" US #89
- 1977 "We Just Disagree" US #12, US AC #19
- 1978 "Mystic Traveller"
- 1978 "Don't It Make You Wonder"
- 1978 "Let It Go, Let It Flow" US #45
- 1978 "Will You Still Love Me Tomorrow?" US #39
- 1980 "Save Me"(With Michael Jackson) US #71
- 1988 "Dreams I Dream" (duet with Phoebe Snow) US AC #11